# Saccogaster tuberculata
Saccogaster tuberculata är en fiskart som först beskrevs av Chan, 1966.  Saccogaster tuberculata ingår i släktet Saccogaster och familjen Bythitidae. Inga underarter finns listade i Catalogue of Life.